# Bruce Johnston
Bruce Arthur Johnston (* jako Benjamin Baldwin; 27. června 1942 Peoria, Illinois, USA) je americký zpěvák. V dubnu 1965 se stal členem skupiny The Beach Boys. Je autorem hitové písně „I Write the Songs“ od Barryho Manilowa. Zpíval doprovodné vokály na albu The Wall skupiny Pink Floyd.